# Voleibol nos Jogos Olímpicos de Verão de 2020 - Qualificação feminina
A qualificação para o torneio olímpico de voleibol feminino de 2020 será realizada de 9 de agosto de 2019 e encerra em janeiro de 2020. Doze equipes se classificaram: o país-sede (Japão),  cinco campeões de pré-olímpicos continentais e seis equipes pelo pré-olímpico mundial.

## Equipes qualificadas
| Torneio de qualificação        | Data                       | Sede                 | Vagas | Qualificados         | Última participação |
| ------------------------------ | -------------------------- | -------------------- | ----- | -------------------- | ------------------- |
| País-sede                      | 7 de setembro de 2013      | Buenos Aires         | 1     | Japão                | Rio 2016            |
| Qualificatório Mundial         | 1 – 4 agosto de 2019       | Grupo A Wrocław      | 1     | Sérvia               | Rio 2016            |
| Qualificatório Mundial         | 1 – 4 agosto de 2019       | Grupo B Ningbo       | 1     | China                | Rio 2016            |
| Qualificatório Mundial         | 1 – 4 agosto de 2019       | Grupo C Bossier City | 1     | Estados Unidos       | Rio 2016            |
| Qualificatório Mundial         | 1 – 4 agosto de 2019       | Grupo D Uberlândia   | 1     | Brasil               | Rio 2016            |
| Qualificatório Mundial         | 1 – 4 agosto de 2019       | Grupo E Kaliningrado | 1     | Rússia               | Rio 2016            |
| Qualificatório Mundial         | 1 – 4 agosto de 2019       | Grupo F Catânia      | 1     | Itália               | Rio 2016            |
| Pré-Olímpico da África         | 5 – 9 de janeiro de 2020   | Yaoundé              | 1     | Quênia               | Atenas 2004         |
| Pré-Olímpico da América do Sul | 7 – 9 de janeiro de 2020   | Bogotá               | 1     | Argentina            | Rio 2016            |
| Pré-Olímpico da Ásia e Oceania | 7 – 12 de janeiro de 2020  | Nakhon Ratchasima    | 1     | Coreia do Sul        | Rio 2016            |
| Pré-Olímpico da Europa         | 7 – 12 de janeiro de 2020  | Apeldoorn            | 1     | Turquia              | Londres 2012        |
| Pré-Olímpico da NORCECA        | 10 – 12 de janeiro de 2020 | Santo Domingo        | 1     | República Dominicana | Londres 2012        |
| Total                          |                            |                      | 12    |                      |                     |

## Processo de qualificação
|  | Classificado para os Jogos Olímpicos de Verão de 2020 |

## Procedimento de classificação nos grupos
| Para todos os torneios qualificatórios exceto o da NORCECA: 1. Número de vitórias; 2. Pontos; 3. Razão de sets; 4. Razão de pontos; 5. Resultado da última partida entre os times empatados. Placar de 3–0 ou 3–1: 3 pontos para o vencedor, nenhum para o perdedor; Placar de 3–2: 2 pontos para o vencedor, 1 para o perdedor. | Apenas para o torneio qualificatório da NORCECA: 1. Número de vitórias; 2. Pontos; 3. Razão de pontos; 4. Razão de sets; 5. Resultado da última partida entre os times empatados. Placar de 3–0: 5 pontos para o vencedor, nenhum para o perdedor; Placar de 3–1: 4 pontos para o vencedor, 1 para o perdedor; Placar de 3–2: 3 pontos para o vencedor, 2 para o perdedor. |

## País-sede
A FIVB reservou uma vaga ao país-sede dos Jogos Olímpicos.
- Japão

## Qualificatórios continentais

### América do Sul
- Local: A definir
- Duração: 6 a 10 de janeiro de 2020

### Europa
- Local: A definir
- Duração: janeiro de 2020

### Qualificatório Mundial
- Local: A definir
- Data: 9 de agosto a 13 de agosto de 2019